# Gallow Hill
Gallow Hill es el primer material realizado por la banda norteamericana Abigail Williams.  Nunca fue considerado un lanzamiento oficial, ni mucho menos como un EP y por lo tanto, fue tomado en cuenta como un demo.

## Lista de canciones
1. "Forced Ingestion of Binding Chemicals"
2. "Melquiades (The Great Work)"
3. "A Perfect Knot"
4. "Swollen Disgust"
5. "Evolution of the Elohim"
6. "Watchtower"

## Créditos
- Ken Sorceron - Guitarra, Voz
- Connor Woods - Voz
- Brad Riffs - Guitarra
- Bjorn "Bjornthor" Dannov - Guitarra
- Tom Brougher - Bajo
- Ashley "Ellyllon" Jurgemeyer - Teclado, Piano, Orquestaciones
- Zach Gibson - Batería